# المدام مونيه ترتدي الكيمونو (لوحة)
المدام مُونيه تَرْتَدِي الكَيْمُونو (بالفرنسية: La Japonaise) هي لوحة زيتية تعود لعام 1876 بريشة الرسام الانطباعي الفرنسي كلود مونيه. تصور أللوحة امرأة أوروبية ترتدي كيمونو أحمر تقف أمام جدار مزين بمراوح يابانية. نموذج اللوحة هي زوجة الفنان الأولى «كاميل دونسيو». عُرضت اللوحة لأول مرة في المعرض الانطباعي الثاني لعام 1876 ، وهي معروضة الآن في متحف الفنون الجميلة في بوسطن.

## الوصف
في اللوحة، يصَور مونيه زوجته في كيمونو أحمر مبطّن ومزين بكثافة ينتمي إلى ممثل ياباني مشهور، تقف على حصير على الطراز الياباني وأمام جدار مزين بمراوح الأوتشيوا اليابانية. كاميل، التي كان شعرها داكنًا، ترتدي شعر مستعار أشقر، مما يؤكد هويتها كامرأة أوروبية، مما يشير إلى أن ما تحاول اللوحة أظهاره هو أداء الثقافة اليابانية والاستحواذ عليها بدلاً من البيئة اليابانية الأصيلة.
يظهر جسد كاميل، المقلوب بشكل جانبي، وجهها متجهًا نحو المشاهد،  وهي لفتة من المحتمل أن تكون مستوحاة من الإيماءات الموجودة في الرقص الياباني التقليدي؛ كانت الرسوم التوضيحية التي تصور الرقص الياباني، شائعة في أوروبا في ذلك الوقت، وكان من المحتمل أن تكون متاحة لمونيه للاستلهام منها.
يولي مونيه أهمية خاصة في تصوير تطريز الساموراي المفصل على رداء كاميل،  ووضع وجه الساموراي بالقرب من وسط اللوحة. تصوير الساموراي، بشعر داكن، وتعبير صارم للوجه، وقبضة قوية على السيف في حزامه، على النقيض من تصوير كاميل - بشعر أشقر، ممسكًه بمروحة برقة وتبتسم - بقوة، لفت الانتباه مرة أخرى إلى الفرق بين «المكان الياباني» والمرأة الأوروبية فيه. تحمل يد كاميل اليمنى المرفوعة مروحة قابلة للطي بألوان العلم الفرنسي، والتي ظهرت أيضًا في إحدى لوحات رينوار.
يزداد التباين بين كاميل والأجواء الثقافية المزيفة للوحة بشكل أكبر من خلال الخلفية ذات المراوح اليابانية. على الرغم من أن معظمها يصور مناظر طبيعية ضبابية، مع واحدة على اليسار تظهر كركي ياباني، تصور مروحة على يمين اليد اليمنى المرتفعة لكاميل امرأة يابانية ترتدي كيمونو وذات تصفيفة شعر تقليدية " نيهونغامي " ، مصورة على خلفية حمراء وردية. تنفصل عن المراوح الأخرى كبخلفية متباينة، ويلفت الانتباه حيث يميل وجه المرأة في الاتجاه المعاكس لوجه كاميل، مرددًا صدى الآخر. بينما تنظر كاميل إلى المشاهد بابتسامة، تُظهر المرأة في الخلفية تعابير وجهها مندهشة تقريبًا وهي تنظر إلى نظيرتها الأوروبية.

## التحفيز
أصبح المال أحد أكبر مشاكل مونيه في ستينيات القرن التاسع عشر. قطع والده مخصصاته بسبب قرار مونيه المتمرد بإنشاء أعمال غير مناسبة لمعارض الصالون التي ترعاها الدولة. على الرغم من تحسن الوضع المالي لمونيه في أوائل سبعينيات القرن التاسع عشر بعد أن تم الاعتراف بأعماله وشرائها بانتظام من قبل تاجر الأعمال الفنية بول دوراند رويل، بدأ هذا الدعم في التآكل بسبب الصعوبة في بيعها؛ بسبب فقدان هذا المصدر المهم للدخل والنفقات التي تكبدها مونيه في الانتقال إلى منزل جديد، ابتداءً من عام 1874 ، بدأ في الوقوع في الصعوبات المالية.
في حاجة ماسة إلى المال، ابتكر مونيه هذه اللوحة لزوجته في كيمونو حمراء استعارها من صديق، وأرسل اللوحة إلى معرض دوراند رويل في المعرض الانطباعي الثاني لعام 1876 ، إلى جانب 18 لوحة أخرى، بما في ذلك لوحته الشهيرة «النزهة». نظرًا لشعبية مثل هذه اللوحات في فرنسا في ذلك الوقت وبما عرف بالتأثير الياباني، كان مونيه يأمل في بيعها بسعر مرتفع لتخفيف صعوباته المالية.

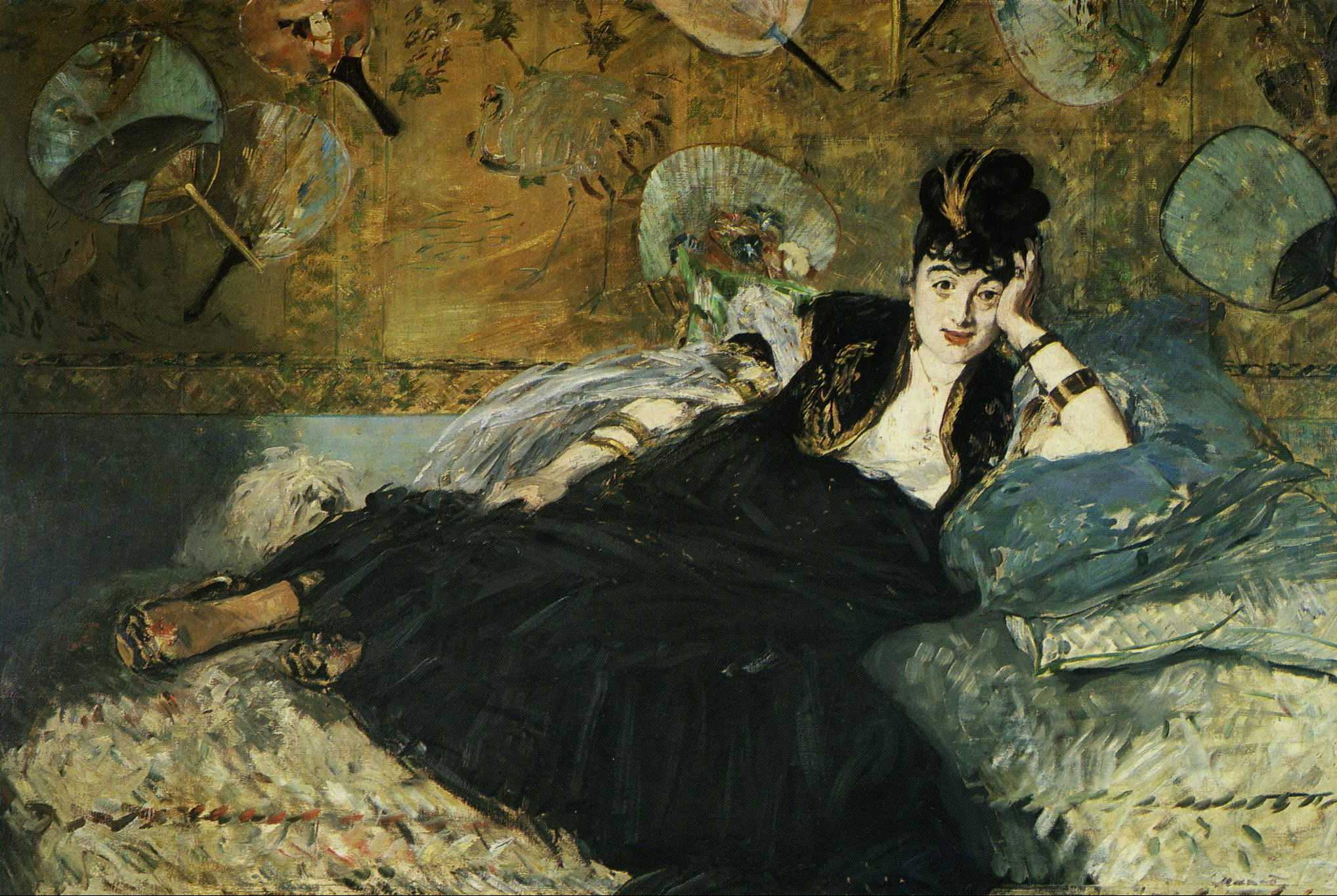
السيدة مع المراوح بريشة إدوارد مانيه سنة 1873، متحف أورسي، فرنسا.

بعد أربعين عامًا، في عام 1918 ، عندما قام تجار الأعمال الفنية جورج بيرنهايم ورينيه جيمبل بزيارة مونيه وأبلغوه أن أللوحة بيعت بسعر مناسب جدًا، قيل أن مونيه صرح بأنه يشعر بالخجل من حقيقة رسم العمل ببساطة لإرضاء السوق ووصفه بأنه «قطعة قذارة». يعتقد بعض الخبراء أنه ربما كان أكثر التزامًا بهذا الموضوع مما قد توحي به هذه التعليقات؛ عندما كان العمل قيد التنفيذ، كتب مونيهإلى فيليب بورتي، الناقد الفني الشهير وجامع الأعمال الفنية اليابانية، معلّقًا على أنه من «الرائع» رسم الكيمونو بتفاصيله الدقيقة. يجادل علماء آخرون بأن هذه الرسالة ربما كانت «إعلانًا» بدلاً من كلمات مونيه الحقيقية، وبدافع من الرغبة في التأثير على النقاد البارزين الذين أبدوا اهتمامًا بالأعمال باليابانية مثل بورتي.
دافع آخر محتمل لإنشاء هذه اللوحة هو رغبة مونيه في «التنافس» مع عمل صديقه إدوارد مانيه «السيدة مع المراوح» 1873. لا يوجد دليل قوي على أن مونيه قد رأى هذا العمل شخصيًا قبل أن يرسم أللوحة، لكنه بدا أنه يعرفها من نقش رسم مانيه للعمل، الذي نُشر في كتاب «مراجعة العالم الجديد» في فبراير 1874. وصفت مراجعة نُشرت عام 1876 في «مجلة الشمس» أعمال مونيه بأنها «تحذو حذوها».

## النقد
بعد عرضها في المعرض الانطباعي الثاني عام 1876 ، حظيت اللوحة باهتمام نقاد الفن، وإن لم تكن إيجابية دائمًا. أشاد النقاد إميل زولا وألكسندر بوثي بالعمل على ابتكاره واستخدامه الجريء للألوان، لكن العديد من النقاد وصفوا العمل بأنه «غريب» وموحي جنسيًا. كتب الناقد سيمون بوبيه في مراجعته: «لقد صور لنا صينيًا في رداء أحمر برأسين، أحدهما هو ثوب نصف موندين موضوع على الكتفين، والآخر لوحش، لا نجرؤ على تحديد مكانه.» أشار كتّاب آخرون إلى أن وضع رأس الساموراي على الرداء موحي، إلى جانب تصوير سيفه. كما قيل أيضًا أن تعبيرات وجه كاميل «الغنجية» جزء من الرمزية «المثيرة جنسياً».

بدا أن النقد يحرج مونيه، الذي من المحتمل أن قد سحب العمل من المعرض قبل نهايته لمنع الجمهور من المشاهدة، على الرغم من أنه ادعى أن العمل قد تم شراؤه من قبل مشترٍ سري بسعر مرتفع بشكل لا يصدق وهو 2020 فرنكًا. شكك العديد من مؤرخي الفن في صحة هذا السعر القياسي، مع مجموعة متنوعة من التفسيرات المختلفة. يعتقد البعض أنها كانت حيلة دعائية قام بها مونيه وإرنست هوشيده؛ أن هوشيده قد اشتراها بسعر مرتفع وأعادها ألى مونيه سراً. يعتقد مؤرخ فني آخر أن الشراء كان «حكاية لحفظ ماء الوجه» لإبعاد انتباه الجمهور عن النقد المحرج. تقدم الفرضية القائلة بأن السعر المرتفع بشكل غير مسبوق لم يكن حقيقياً تفسيراً للمحتوى في رسالة من مونيه إلى صديقه إدوارد مانيه، حيث تم ذكر اللوحة. كتب مونيه:
«سأكون ممتنًا جدًا لك إذا لم تكرر لأي شخص ما قلته لك بشأن موضوع»المدام مونيه ترتدي الكيمونو«. لقد وعدت بالحفاظ على الهدوء، فسوف يزعجني ذلك. أعتمد، إذن، على تقديرك وإذا كنت قد أسقطت بالفعل كلمة لدوبوا، فاقترح عليه الصمت التام، وإلا فسيكون هناك ثرثرة ومضايقات لا تنتهي بالنسبة لي».
من المحتمل أن يكون مونيه قد أبلغ مانيه بخدعته، وأنه حذره من إخبار أي شخص آخر،  أو أن مونيه أراد إخفاء اللوحة التي رسمها عن الجمهور، نظرًا لانتقادات طبيعة اللوحة الموحية جنسيًا، على الرغم من عدم ذكر أحد اسم كاميل فيما يتعلق بالعمل حتى كشفت مونيه عن دورها بكونها النموذج الخاص باللوحة لجورج بيرنهايم ورينيه جيمبل في عام 1918 ، بحيث أخفت الباروكة الأشقر هويتها حتى هذه النقطة.

## جدل «كيمونو الأربعاء»
في عام 2015 ، أقام متحف الفنون الجميلة في بوسطن برنامجًا خاصًا يسمى «كيمونو الأربعاء» حيث تمت دعوة الزوار للوقوف أمام لوحة «المدام مونيه ترتدي الكيمونو» لاألتقاط صورة امام اللوحة وهم يرتدون نسخة طبق الأصل من الكيمونو الموجود في اللوحة. وقدم الكيمونو المصنوع في كيوتو من قبل هيئة الإذاعة اليابانية، الراعي الياباني للمبادرة. تم عرض الكيمونو لأول مرة في عدة مدن يابانية، ودُعي زوار المعرض لالتقاط صور وهم يرتدون الكيمونو. جلبت وزارة الخارجية الكيمونو إلى بوسطن واستمرت في الأنشطة التي جرت في اليابان. أثار هذا الحدث انتقادات من المتظاهرين، الذين وصفوا البرنامج بأنه مثال للاستشراق وتفوق البيض، واتهموا المتحف بأنه «لم يتعامل بشكل مقبول مع إرث» اللوحة«ما بعد الاستعمار».
على الرغم من أن المتحف توقف عن السماح للزوار بارتداء الكيمونو ردًا على الانتقادات، إلا أن البعض دافع عن البرنامج، حيث قال نائب القنصل العام الياباني للصحافة إن الاحتجاج لم يكن منطقيًا من وجهة نظر يابانية. وزار المتظاهرون اليابانيون المضادون بقيادة تيموثي ناغاوكا المعرض وهم يرتدون الكيمونو الخاص بهم بعد أن توقفت وزارة الخارجية عن السماح للزوار بارتداء النسخة المقلدة، بحجة أن الكيمونو يمكن أن يتمتع به الناس من جميع الأعراق، وليس اليابانيين فقط. كما دافع الأستاذ بجامعة ميجي شون أودوير عن البرنامج، مشيرًا إلى قلقه من تقلص طبيعة صناعة الكيمونو التقليدية، والحاجة إلى أي دعاية محتملة لبقائها.
اختار مونيه موضوع التأثير الياباني جزئيًا لشعبيته في سوق الفن الباريسي في سبعينيات القرن التاسع عشر، مع أعماله اللاحقة التي تعكس مستوى أعمق من فهم وتطبيق الجماليات اليابانية، مقارنةً بالتصوير السطحي نسبيًا الموضح في هذا أللوحة.

## الرسام

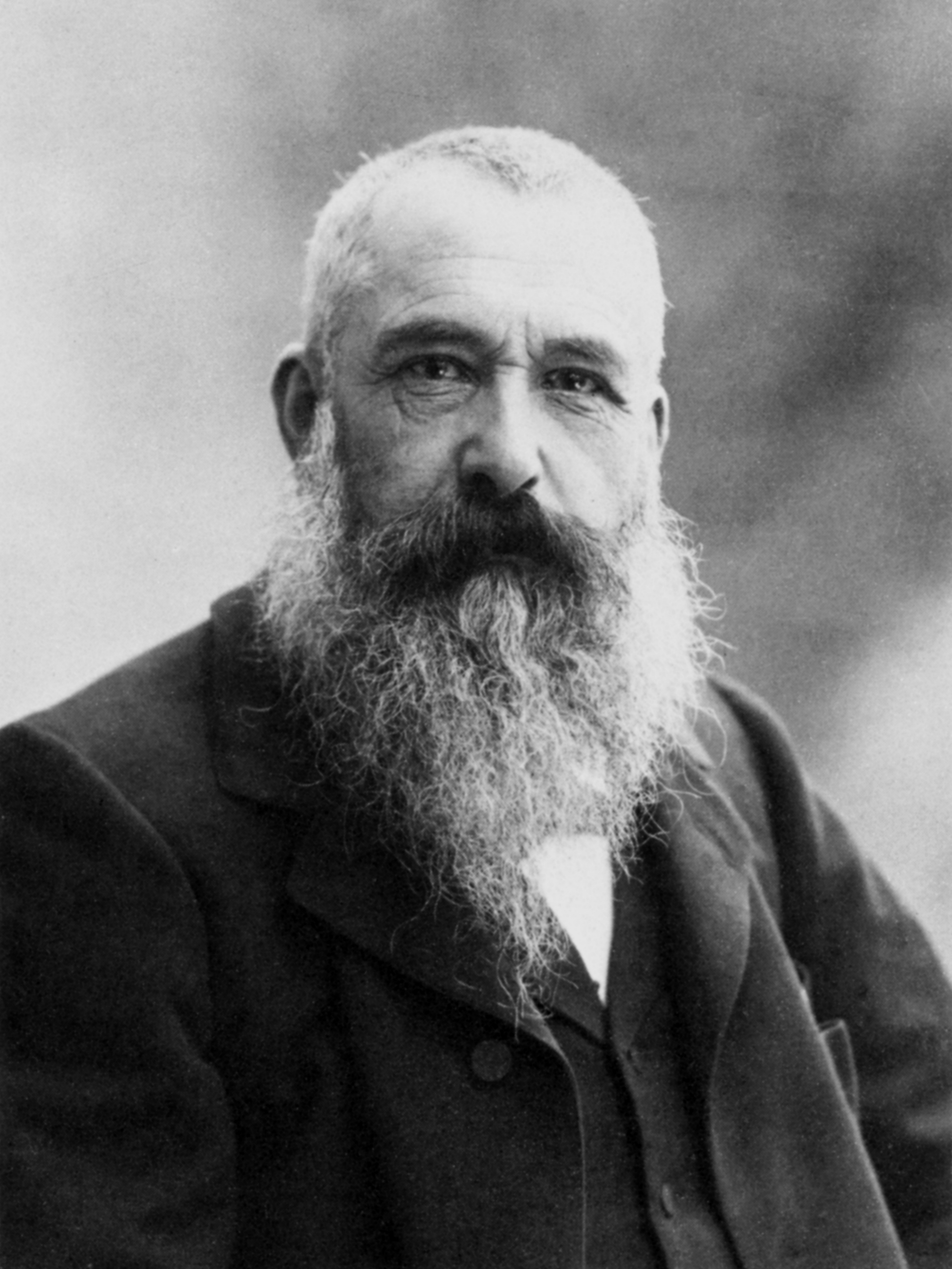
كلود مونيه

كلود مونيه (1840-1926)، كان رسامًا فرنسيًا، ومؤسس الرسم الانطباعي الفرنسي والممارس الأكثر اتساقًا وغزيرًا لفلسفة الحركة للتعبير عن تصورات المرء قبل الطبيعة، لا سيما عند تطبيقها على رسم المناظر الطبيعية في الهواء. مصطلح «الانطباعية» مشتق من عنوان لوحته انطباع، شروق الشمس، التي عُرضت في عام 1874 في صالون الرفض الذي أقامه مونيه ورفاقه كبديل عن صالون باريس.